# Камень (Костромская область)
Камень — деревня в Костромском районе Костромской области. Входит в состав Кузьмищенского сельского поселения.

## География
Находится в юго-западной части Костромской области на расстоянии приблизительно 18 км на северо-восток по прямой от железнодорожной станции Кострома-Новая.

## История
В 1872 году здесь было учтено 39 дворов, в 1907 году — 39.

## Население
Постоянное население составляло 204 человека (1872 год), 181 (1897), 215 (1907), 3 в 2002 году (русские 67 %, украинцы 33 %), 0 в 2022.